# Réhabilitation psychosociale
La réhabilitation psychosociale est une discipline appartenant au champ de la psychiatrie et de la santé mentale. Elle ne se limite pas à la prise en compte des troubles mentaux, dans le cadre d'un modèle purement médical, mais prend également en compte la dimension fonctionnelle associée, selon un modèle pluridimensionnel des capacités et des difficultés des personnes.

## Définition
La réhabilitation psychosociale se définit comme « un processus facilitant le rétablissement d'un individu à un niveau optimal de fonctionnement autonome dans la communauté », ou l’ensemble des actions mises en œuvre auprès des personnes souffrant de troubles psychiques pour favoriser leur autonomie et leur indépendance dans la communauté.

## Principes
Cette approche porte son attention sur l'intégrité et sur les forces de l'individu plutôt que sur sa maladie, et s'appuie sur deux postulats : 
- Quel que soit le handicap, une motivation à développer une maîtrise et une compétence persiste dans les domaines de la vie permettant indépendance et confiance en soi.
- Maîtrise et compétence peuvent être acquises ou augmentées par l'apprentissage.

Dans ses principes, la réhabilitation psychosociale priorise le développement et l'optimisation des capacités de l'individu via des interventions précoces. L'apprentissage d'habiletés élémentaires pour agir dans un environnement social, vivre de manière autonome, préserver un emploi, sont des moyens privilégiés de réhabilitation.
L'autodétermination (« empowerment ») des personnes est promue comme un droit à respecter, mais aussi comme une responsabilité à restituer aux personnes dans une situation de handicap.
La valeur du travail est considérée comme un vecteur d'intégration, mais également comme un lieu de réalisation de soi. La réinsertion des personnes handicapées psychiques vise ainsi une réalisation dans le milieu ordinaire.
La réhabilitation est un mode de soutien particulier, impliquant un engagement de la part des intervenants, mais aussi une posture démédicalisée.

## Politiques publiques en France
En France, la réhabilitation psychosociale est entrée dans les politiques publiques avec le décret du 27 juillet 2017 sur le projet territorial de santé mentale et l'instruction DGOS du 16 janvier 2019 sur les soins de réhabilitation psychosociale. La population qui en relève doit maintenant avoir accès à la réhabilitation psychosociale sur tous les territoires. Des centres de réhabilitation psychosociale de proximité seront créés sur chaque département. Leur développement est soutenu par des centres de réhabilitation psychosociale support régionaux. Les centres support sont eux-mêmes accompagnés par un centre ressource qui organise les formations et la recherche dans le domaine,,.